# Ración de combate

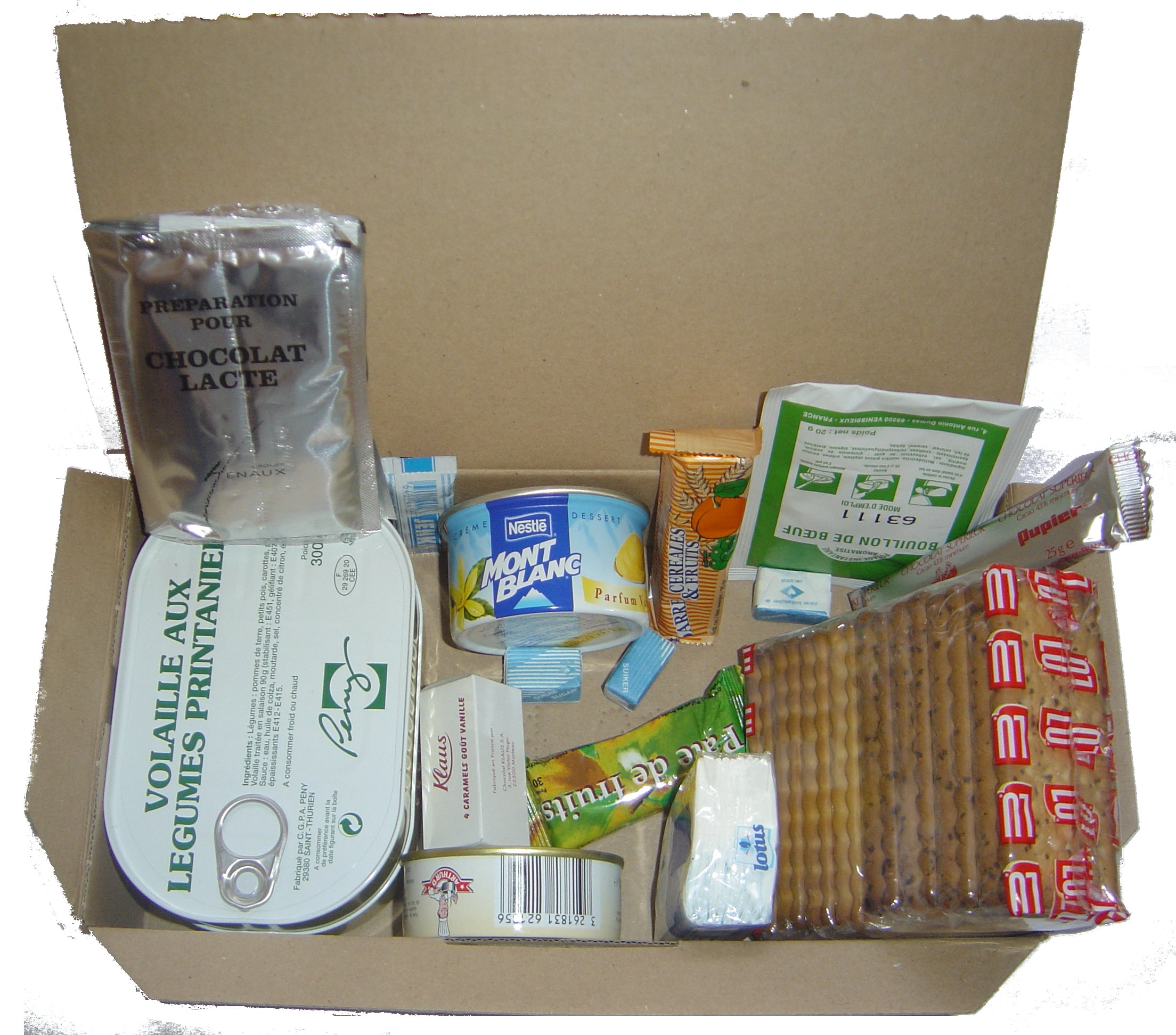
Ración de Combate en el ejército francés.

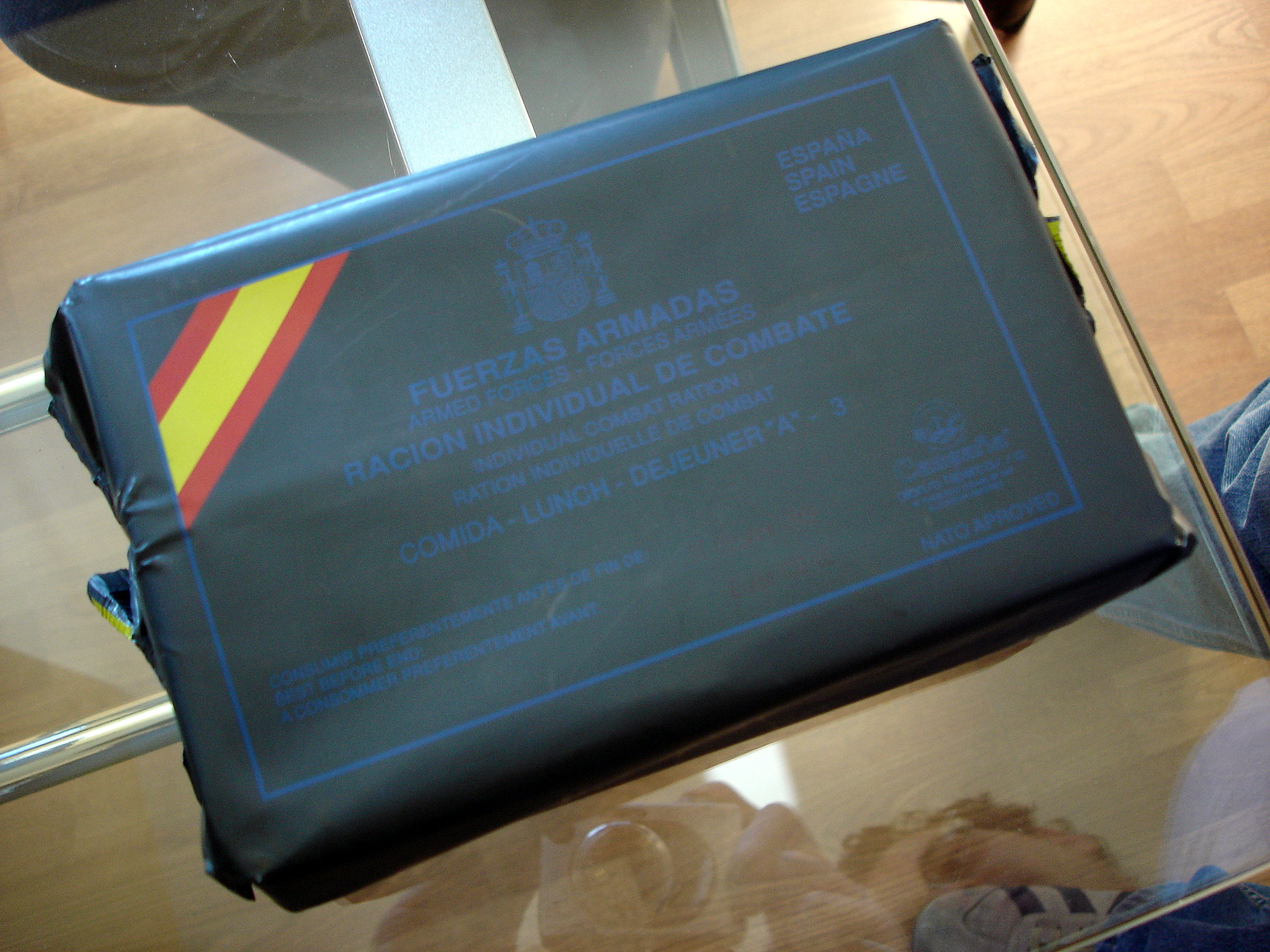
Ración de Combate del ejército español.

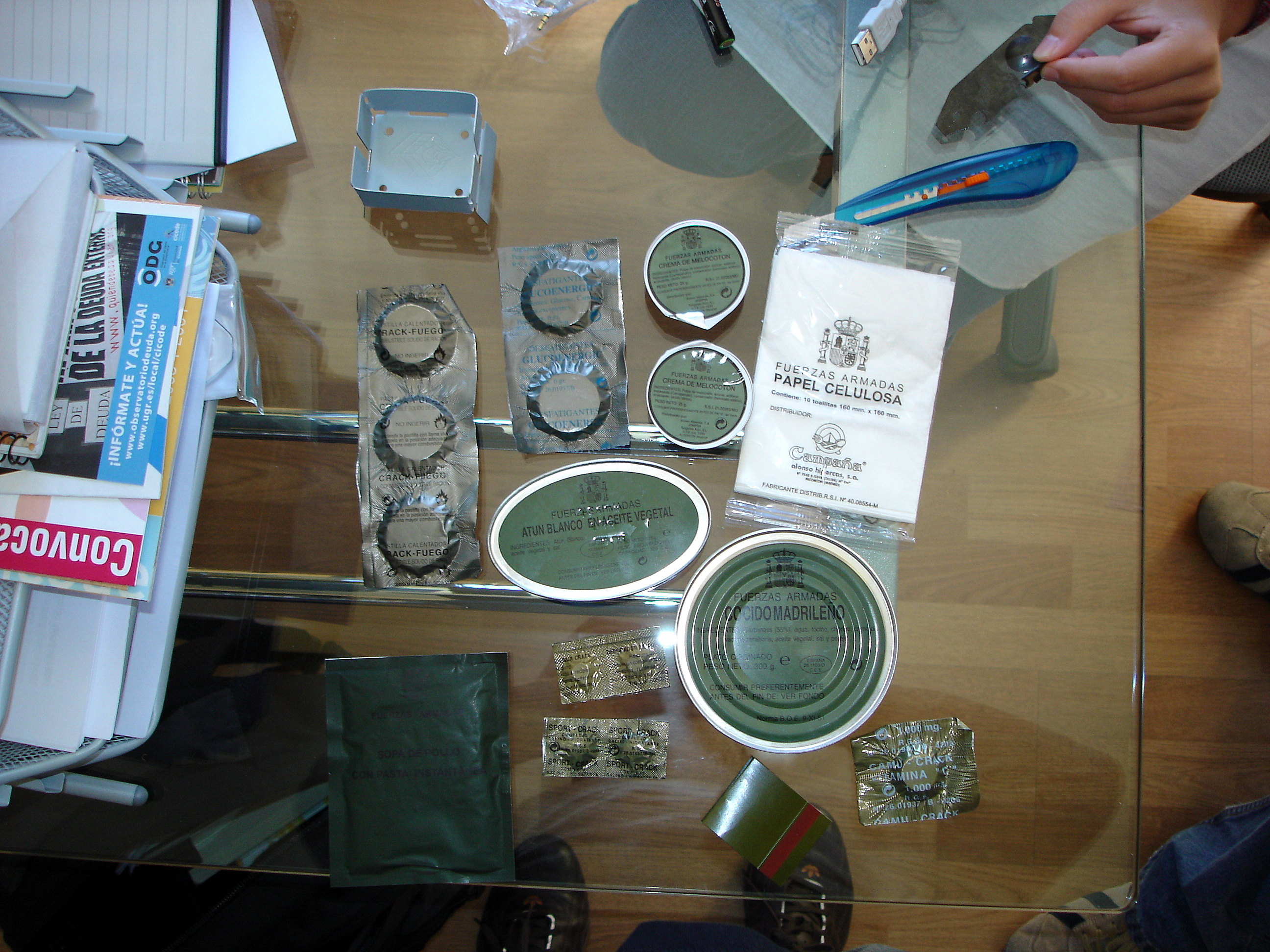
Contenido de una ración de combate del ejército español.

Una ración de combate o ración de previsión es una comida empacada para ser fácilmente preparada y consumida por las tropas en el campo de batalla.
Este tipo de alimento suele ser muy útil en las operaciones de ayuda en caso de desastres porque pueden ser transportadas en grandes cantidades y ser distribuidas fácilmente. Cubren las necesidades nutricionales básicas a los damnificados hasta que se puedan instalar cocinas más permanentes.

## Historia de la comida de combate
La necesidad de desarrollar un aparato logístico de aprovisionamiento para las tropas nace de la Antigua Roma, cuando iba conquistando territorios cada vez más alejados de su capital, dando origen al concepto de «logística militar»,  aunque este término no fue acuñado hasta 1838 por el Barón de Jomini. Podríamos definir la logística militar como el apoyo a las unidades operativas a través de la administración y distribución de material, equipo, alimentación…
Aunque a finales del siglo del siglo XIX ya había algunos conocimientos asentados sobre los principales nutrientes, no fue regulado en las raciones militares hasta la Primera Guerra Mundial, y mucho menos se había investigado sobre la influencia de la comida en los factores emocionales. Con el desarrollo de la ciencia y la investigación, las principales potencias europeas valoraron la necesidad de una correcta alimentación para los soldados y muchos investigadores empíricos incursionaron en el campo de los alimentos, teniendo como premisa su conservación sin deterioro de sus propiedades nutritivas, soportar condiciones extremas y su fácil transporte.

### Origen de las conservas
El origen de las conservas como alimento para las tropas lo encontramos en los ejércitos napoleónicos, por obra del maestro confitero francés Nicolás Appert en su tesis L’Art de conserver pendant plusieurs années, toutes les substances animales et végétales (1810). Tras catorce años de investigación, en 1810, recibió un premio del ejército francés (12.000 francos) por la invención de un método práctico y seguro para conservar la comida. «Recalcaba la importancia del uso de envases de cristal con cierre hermético e insistía en que, aplicando calor al contenedor lleno, se eliminaba el aire, creando así un vacío que prevenía que la comida se estropease. Sellaba con corcho los envases de cristal de boca ancha y los sumergía en agua hirviendo. Aunque desconocía por qué funcionaba, logró conservar con éxito más de cincuenta tipos de comida».
La realidad es que el ejército de Napoleón nunca llegó a gozar de esta ventaja. El señor Appert nunca logró proveer de alimentos envasados al ejército francés pues no contaba con una fábrica lo suficientemente grande ni preparada para producir los volúmenes requeridos. Otro de los inconvenientes fue el alto coste de producción de las conservas, por lo que finalmente, solo fueron consumidas por la nobleza para comer productos fuera de temporada.
Sin embargo, Peter Durand, un inglés que conoció la tesis de Nicolas Appert, consiguió en 1810 la patente de una lata de hierro cubierta con estaño para la conservación de los alimentos. Durand nunca llegó a fabricar las latas que inventó porque decidió venderle la patente a dos industriales ingleses: Bryan Donkin, el inventor de la bobina de papel y John Hall, propietario de una metalúrgica. Estos dos socios en 1813 comenzaron a suministrar conservas (a modo de experimentación) a la Royal Navy, a pesar de que aún no existía el abrelatas y el propio fabricante recomendaba abrirlas con un disparo de fusil. «A 177 llegaron los procedimientos para preparar conservas alimenticias – patentadas en Inglaterra – con privilegio de invención, en la primera mitad del siglo XIX»

### Alimentación durante la primera Guerra Mundial
Durante la “guerra de las trincheras” se evidenció la gran ventaja que suponía la comida en lata y las conservas. «El verdadero boom de las conservas se produciría con la Primera Guerra Mundial y los años inmediatos a ella. El negocio conservero auguraba las mejores perspectivas del sector agroalimentario». El enemigo bloqueaba la comunicación con la retaguardia, generalmente mediante bombardeos, dejando a las raciones enlatadas como única manera de subsistencia. De hecho, se introdujeron las «raciones de trinchera» y «raciones de reserva», que solo debían abrirse en caso de mucha necesidad.
Las cocinas suministraban alimento al frente cuando la situación era relativamente calmada. «Pan, jamón, queso, verduras y té en el caso de los británicos. Patatas, verduras, galletas, chocolate y café en las trincheras alemanas.» Fue en este periodo donde triunfó la Corned Beff de Leibig, citado anteriormente. Para animar a las tropas también recurrían a tabaco y pequeñas cantidades de bebidas alcohólicas: vino a los franceses, ron a los ingleses y licor a los alemanes.
Aun así, las latas de comida no consiguieron abastecer al cien por cien a los soldados y se dieron episodios de hambre en las espeluznantes trincheras. Ferdinand Gilson, en una entrevista documental, recuerda a sus ciento seis años las vivencias que aún mantienen en su memoria: «Si por casualidad aparecía un gato por las trincheras, a los quince minutos era una liebre. La decapitábamos con un golpe de bayoneta y la asábamos ¿Gatos? No había gatos en las trincheras».

### Alimentación durante la segunda Guerra Mundial

#### Inglaterra
El ejército británico fue el primero en utilizar una RIC parecida a como la conocemos nosotros en el ejército español, es decir, una caja con los alimentos listos para ser consumidos. La diferencia es que, en la inglesa, se introducía comida para todo el día y no separada en las diferentes comidas. Eran conocidas como Raciones de veinticuatro horas, suministradas a la tropa poco antes de entrar en combate. También cabe destacar las raciones COMPO (Compoud rations) comida ya preparada para catorce personas que solo había que calentar. Esto también evitaba en muchos casos que el ejército tuviera que depender de cocinas a retaguardia. Además, podría generarse un gran problema si el camino desde el frente de batalla hasta la zona de cocinas era tomado por el enemigo.
Sin embargo, las modernas “raciones de combate” no salvaron a Gran Bretaña de los problemas de abastecimiento, pues en gran medida dependía de Estados Unidos. A esto se suma que los submarinos alemanes bloqueaban el Atlántico y la comunicación entre ingleses y norteamericanos. Como expone Jesús Hernández «Los norteamericanos trataban de aportar las materias y alimentos de primera necesidad, pero hubo meses en los que eran escasos los convoyes que lograban llegar a los puertos ingleses; nada era más desalentador que la noticia de que un barco lleno de alimentos había sido hundido en medio del océano».
Hacia 1944 el tamaño del paquete se redujo pero aumentó la variedad de raciones, creando incluso raciones específicas para los combatientes del pacífico.

#### Estados Unidos
Durante el periodo de entreguerras, Estados Unidos llevó a cabo una gran labor logística desarrollando una comida de campaña dividida en diferentes raciones. La ración A y C estaban compuesta en su mayoría por carne y vegetales que debían cocinarse, la B muy similar, pero con productos enlatados y por último, la ración D era específica para el regimiento de Caballería. Esta última ración contenía doce onzas de chocolate amargo (340 gr), mantequilla de cacahuetes y azúcar. Su alto contenido en azúcar hizo que quedara sin efecto debido a la sed que provocaba. Aparte de las otras cuatro raciones, existía la Assault Lunch, que era una ración más concentrada y ligera.
A pesar de la buena intención organizativa, estas raciones eran muy simples y con bajo contenido nutritivo, dejando a muchos militares con un pobre estado nutricional. Para dar una solución, Franklin D. Roosevelt, entonces presidente de los EE. UU., fundó la “Nutrition Conference for Defence”, «una iniciativa para ofrecer a los militares comida que no perturbara la química del cuerpo».
En su labor de renovación de su comida militar, contaron con la ayuda de Ancel Keys, que diseñó la conocida y demandada “ración K” (Field Ratio K). La ración contenía: dos paquetes de galletas, cigarrillos Chesterfield, chicles, azúcar, café instantáneo y una llave para abrir conservas, que podían ser de carne, fruta o queso. Además, contaba con cerillas y papel higiénico.
Como curiosidad, los participantes en el Desembarco de Normandía tuvieron una ración específica: galletas de la ración K, chocolate de la ración D, café soluble, caldo deshidratado, caramelos, barras de fruta, carne enlatada, goma de mascar y tablas multivitamínicas.

## España

### Origen
Las famosas Raciones Individuales de Combate (RIC) implementadas en la alimentación de las tropas militares, en este caso concreto las del ejército español, durante los ejercicios de instrucción, maniobras o en combates de conflictos armados, no aparecieron hasta principios de los años 90.[cita requerida]
Primero se crearon las “Raciones Colectivas de Campaña de treinta y seis plazas”, diseñada para cubrir las necesidades de un día. Estas mencionadas raciones se componían de tres paquetes con desayuno, primera y segunda comida, además de los suplementos para su consumo. Tenían una fecha límite de caducidad de unos dieciocho meses en el caso del desayuno y tres años en el caso del resto de comidas, posterior a la fecha de fabricación. Teniendo una prescripción con la información necesaria sobre las comidas, sus nutrientes y su preparación en los idiomas español, inglés y francés como lo establecía la normativa OTAN. Destacaban entre las comidas que podían incluir: conservas de bacalao con garbanzos de un peso de 3 kg, de estofado de ternera de 3 kg, de melocotón en almíbar y paquetes de pan galleta para cada comensal. Es decir 83,3 g de comida citada por individuo. Estas raciones colectivas se desarrollaron y aparecieron las “Raciones Colectivas de Campaña para doce plazas” y las “Raciones Colectivas de Campaña de diez plazas”, ambas con las mismas cantidades que la anterior, por lo cual el aporte alimenticio aumentó. Fueron creadas en 1995, y junto a ellas comenzaron a aparecer la “Ración Individuales de Combate” y las “Raciones de Emergencia”. Las colectivas fueron cayendo en desuso consolidándose las individuales.
La causa principal de la aparición de estas raciones de combate surgió en el periodo de las primeras Guerras Mundiales a nivel mundial y en las guerras de África a nivel nacional. En un principio las raciones eran elaboradas en cocinas de campaña, pero cuando comenzaron las guerras de trincheras, la comida tuvo que prepararse desde la retaguardia. «La comida en el ejército era lamentable, apenas recibían comida caliente cuando estaban en primera línea». Tenía como consecuencia que la comida le llegara fría a los soldados o que ni siquiera llegara a primera línea. Para evitar este problema se diseñaron una serie de raciones, que deberían de tener 4 000 kcal diarias, aunque con deficiencias vitamínicas, debido a la falta de verduras y fruta fresca.
La necesidad de estas raciones en el ejército español surgió durante las guerras de África, cuando los soldados seguían alimentándose de forma convencional, aunque cabe destacar la administración en posiciones alejadas y difíciles de alcanzar de alimentos en latas de conserva, pero sin acompañarlas de instrumentos para su preparación. No hubo cambios de gran importancia durante la Guerra Civil, utilizándose la ración en frío para unidades en movimiento.

### Contenido nutritivo
Según la Organización Mundial de la Salud (OMS), una dieta sana debe contener unas 2000 Kcal como mínimo, aunque se recomienda una ingesta entre 3000 y 3500 Kcal. El 10-15% del valor calórico de la dieta proceda de las proteínas; la grasa represente el 30% como máximo y hasta el 35% (en caso de que el consumo sea en mayor cantidad de alimentos que contengan ácidos grasos monoinsaturados y polinsaturados) y el resto (siempre más del 50%) proceda de los hidratos de carbono, mayoritariamente complejos e integrales. Además de comer al menos 400g de frutas u hortalizas. 
A nivel militar el aporte calórico y nutritivo de su alimentación (tenemos que destacar que nos referimos a la alimentación en general y no únicamente a las RIC’s en las cuales entraremos a continuación en detalle), varía en relación con los criterios de la OMS y también sus propios criterios han variado a lo largo de la historia.
Comenzando la década de los años treinta, el Instituto de Higiene Militar había recomendado un aporte energético por soldado y día de 3400 o 3485 kcal., en situaciones de campaña o de maniobras y de 3150 kcal en caso de guarnición en época de paz; en 1947, se consideraba apropiado el aporte calórico para los soldados de guarnición de 3.300 kcal y de 4.000 durante maniobras y ejercicios de instrucción o campaña. En 1968 se estableció que la media debía ser de 3400 kcal, cifra a la que se debían añadir determinados aumentos proporcionales a la intensidad de la actividad física del soldado o marinero y las condiciones climáticas. Durante 1983 el aporte nutritivo necesario por individuo se basó en las actividades moderadas para las que se recomendaba una ración de 3.000 kcal, si eran unas situaciones de gran actividad se requería una ración de 3.500 kcal y si se trataba de situaciones de una actividad excepcional, el aporte energético debía de aproximarse a las 4.000 kcal. Así pues, los soldados en servicios de guarnición con una actividad física baja o moderada deberían tener una necesidad energética que tendría que oscilar entre 3.000 y 3.500 kcal al día. En marchas, maniobras o en caso de guerra la ración no debería bajar de las 4.000 kcal.
Actualmente el aporte calórico de las RIC’s es el que podemos observar en la siguiente tabla:
|              | Ración normal (RN) | Ración normal (RN) | Ración normal (RN) | Ración normal (RN) | Ración muy activa (RN-1) | Ración muy activa (RN-1) | Ración muy activa (RN-1) | Ración muy activa (RN-1) |
| Kilocalorías | Proteína 12%       | Lípidos 33%        | Hidratos de C. 55% | Calorías           | Proteínas 12%            | Lípidos 33%              | Hidratos de C. 55%       |                          |
| Desayuno     | 600Kcal            | 72Kcal             | 198Kcal            | 330Kcal            | 600Kcal                  | 72Kcal                   | 198Kcal                  | 330Kcal                  |
| Desayuno     | 600Kcal            | 18g                | 22g                | 82,5g              | 600Kcal                  | 18g                      | 22g                      | 82,5g                    |
| Bocadillo    |                    |                    |                    |                    | 250Kcal                  |                          |                          |                          |
| Comida       | 1400Kcal           | 168Kcal            | 462Kcal            | 770Kcal            | 1400Kcal                 | 168Kcal                  | 462Kcal                  | 770Kcal                  |
| Comida       | 1400Kcal           | 42g                | 51,3g              | 192,5g             | 1400Kcal                 | 42g                      | 51,3g                    | 192,5g                   |
| Merienda     |                    |                    |                    |                    | 250Kcal                  | 30Kcal                   | 82,5Kcal                 | 137,5Kcal                |
| Merienda     | 7,5g               | 9,1g               | 34,3g              |                    | 250Kcal                  |                          |                          |                          |
| Cena         | 1000Kcal           | 120Kcal            | 330Kcal            | 550Kcal            | 1000Kcal                 | 120Kcal                  | 330Kcal                  | 550Kcal                  |
| Cena         | 1000Kcal           | 30g                | 36,4g              | 137,5g             | 1000Kcal                 | 30g                      | 36,4g                    | 137,5g                   |
| Totales      | 3000Kcal           | 360Kcal            | 990Kcal            | 1650Kcal           | 3500Kcal                 | 360Kcal                  | 990Kcal                  | 1650Kcal                 |
| Totales      | 3000Kcal           | 90g                | 109,7g             | 412,5g             | 3500Kcal                 | 90g                      | 109,7g                   | 412,5g                   |

La diferencia entre RN y RN-1 es que esta última tiene un aporte de complemento que en las normales no encontramos, esos aportes son las conocidas y mencionadas “Raciones de Emergencia” y “Raciones de complemento”.
Como vemos las cantidades de calorías y de nutrientes (proteínas, hidratos de carbono y lípidos) y sus porcentajes son muy similares a los expresados por los de la OMS por lo que aparentemente las necesidades están cubiertas. Aunque podemos observar una ausencia de mención a las vitaminas que contienen las frutas y hortalizas (400g de ingesta según la OMS).
«En condiciones normales, el aporte es de 3.000 calorías diarias. Si hay un trabajo físico intenso y bajas temperaturas, 3.500. Y en el caso de las operaciones especiales, por ejemplo; tropas de montaña, 4.000 calorías»

### Menús
Estos nutrientes los encontramos en diferentes alimentos de diversos menús para evitar la monotonía y la carencia de ciertas proteínas, hidratos de carbono o lípidos y para aumentar la diversidad.

#### Desayunos
- Desayuno 1: Sobre de cacao en polvo de 18g; 1 tubo de leche condensada azucarada 75g; sobre de copos de cereales con frutas y miel de 30g; paquete de galletas dulces 80g; chocolatina de 25g.
- Desayuno 2: 2 sobres de café soluble de 2g; 1 tubo de leche condensada azucarada de 75g; terrina de confitura de ciruela de 25g; paquete de galletas dulces de 80g; chocolatina de 25g.
- Desayuno 3: Sobre de cacao en polvo de 18g; 1 tubo de leche condensada azucarada de 75g; terrina de confitura de frambuesa de 25g; paquete de galletas dulces de 80g; chocolatina de 25g.
- Desayuno 4: 2 sobres de café soluble de 2g; 1 tubo de leche condensada azucarada de 75g; sobre de copos de cereales con frutas y miel de 30g; paquete de galletas dulces de 80g; chocolatina de 25g.
- Desayuno 5: 2 sobres de café soluble de 2g; 1 tubo de leche condensada azucarada de 75g; terrina de confitura de albaricoque de 25g; paquete de galletas dulces de 80g; chocolatina de 25g.

#### Comidas
- Comida A1: Sobre de sopa de pollo con pasta de 13g; lata de lentejas con chorizo y tocino de 300g; lata de caballa en aceite de 120g; lata o terrina de crema de manzana de 50g (o dos de 25g).
- Comida A2: Sobre de sopa de pollo con pasta de 13g; lata de pote gallego de 300g; lata de calamares en su tinta de 115g; lata o terrina de crema de membrillo de 50g (o dos de 25g).
- Comida A3:  Sobre de sopa de pollo con pasta de 13g; lata de cocido madrileño de 300g; lata de atún blanco en aceite vegetal de 115g; lata o terrina de crema de melocotón de 50g (o dos de 25g).
- Comida A4: Sobre de sopa de pollo con pasta de 13g; lata judías con chorizo de 300g; lata de sardinas en aceite de 115g; lata o terrina de crema de albaricoque de 50g (o dos de 25g).
- Comida A5: Sobre de sopa de pollo con pasta de 13g; lata de ensalada campera de bonito de 195g; lata de magro de cerdo de 200g; lata o terrina de crema de pera de 50g (o dos de 25g).

#### Cenas
- Comida B1: Sobre de sopa de verduras de 20g; lata de salchichas con tomate de 200g; lata de mejillones en escabeche de 112g; lata de melocotón en almíbar de 190; lata de paté de 60g (o dos de 30g).
- Comida B2: Sobre de sopa verduras de 20g; lata de albóndigas con guisantes de 200g; lata de sardinas con tomate de 115g; lata de cóctel de frutas de 190g; lata de paté de 60g (o dos de 30g).
- Comida B3: Sobre de sopa verduras de 20g; lata de carne de vacuno en salsa de 200g; lata de caballa en escabeche de 120g; lata de pera en almíbar de 190g; lata de paté de 60g (o dos de 30g).
- Comida B4: Sobre de sopa de verduras de 20g; lata de carne de vacuno con guisantes de 200g; lata de atún blanco en aceite vegetal de 115g; lata de cóctel de frutas en almíbar de 190g; lata de paté de 60g (o dos de 30g).
- Comida B5: Sobre de sopa de verduras de 20g; lata de judías verdes con jamón de 190g; lata de calamares en aceite de 115g; lata de melocotón en almíbar de 190g; lata de paté de 60g (o dos de 30g).

#### Complementos
Comunes a todas las raciones:
·      Pastilla de vitamina C: Aporte de 1g de vitamina C/día.
·      Pastilla hidratante: Mezclar con abundante agua en casos de gran esfuerzo físico y calor/humedad elevados.
·      Pastilla depuradora: Fabricada para depurar 1 litro de agua limpia en un tiempo aproximado de 30 minutos.
·      Pastilla de encendido: Permite la combustión durante unos 8-9 minutos en condiciones normales elevando a 70º 250ml de agua. Pueden reutilizarse.
·      Estuche de cerillas.
·      Chicle para higiene dental: sabor a menta y de unas 180Kcal.
·      Hornillo quemador en chapa de acero blando: Viene sin plegar y mediante unas incisiones se le da la forma deseada para que tenga un hueco para introducir la pastilla de encendido y que tenga unas patas de soporte.
·      Desinfectante hidroalcohólico para manos: No requiere el uso de agua y estimula la higiene.
·      Servilletas de papel.

## América

### Argentina
La Ración de Combate (Individual) fue introducida en 2003, consiste en una bolsa de plástico gris y aluminio laminado que contiene una mezcla de alimentos enlatados y deshidratados, además de suplementos mínimos, por soldado y día.
Todos los productos son productos domésticos disponibles comercialmente. Cada ración contiene carne en lata, galletas de agua, sopa instantánea, barra de cereales con fruta, una barra de chocolate con nueces o caramelo, café instantáneo, zumo de naranja en polvo, azúcar, sal, un equipo para calentar con un sistema de tabletas alimentado por alcohol, una bolsa de plástico y un paquete de pañuelos de papel.
- Menú nº1: Carne de vaca, paté de carne, galletas crujientes de agua, y sopa instantánea con pasta de fideos.
- Menú nº2: Ternera asada con salsa, paté de carne, galletas de trigo, y polenta de rápida preparación con salsa de queso.

### Canadá
Canadá provee a cada soldado con una comida completa precocinada conocida como Individual Meal Pack, envasada dentro de un paquete de papel duro. Hay cinco menús de desayuno, seis de almuerzo y seis menús de cena. Las raciones canadienses son generosas y disponen de un gran número de productos disponibles comercialmente. Al igual que la ración de Estados Unidos la comida principal está precocinada y lista para comer, envasada en un paquete de plástico duro. Generalmente la ración contiene un elemento para la comida (patatas y salchichas, patatas al escalope con jamón, salmón ahumado, macarrones con queso, tortilla de queso con champiñones, cottage pie...), un paquete húmedo con fruta y dependiendo de la comida un paquete con sopa instantánea, cereales, zumo deshidratado, mantequilla de cacahuete, miel, crackers, café y té, azúcar, barras de chocolate y caramelos, una cuchara larga de plástico y toallas de papel. Canadá también ha hecho uso de paquetes más limitados llamados Light Meal Pack que contenían carne o queso deshidratado, fruta deshidratada y barras de granola o chocolate.

### Ecuador
Las Fuerzas Armadas del Ecuador proveen a cada soldado en situación de combate o desastre natural, como en el terremoto de 2016, de una ración de combate de veinticuatro horas contenida en una caja de cartón de dos por treinta centímetros, en las pequeñas cajas hay espacio suficiente para las tres comidas. Desayuno, leche en polvo, café y barra de granola. Almuerzo, seco de pollo y arroz blanco o arroz con atún y maíz. También se puede elegir entre guatita, arroz con fréjol o seco de cerdo. Para la cena, la caja contiene una barra de panela, zumo de naranja y habas.

## Carencias y enfermedades

### Escasez
Fue uno de los principales problemas de las guerras, cuando entonces no existían como ya hemos mencionado las RIC’s que afectó negativamente en los objetivos militares. «Al vivir en el frente, los diarios inevitablemente presentan concomitancias con la escritura de los combatientes. Resulta frecuente la mención de piojos, la escasez de hambre…».
«La ausencia de higiene, la falta de indumentaria y la escasez de comida generaron un amplio cuadro de afecciones entre las tropas, en el que no faltaron la sarna, el paludismo, la gripe, las venéreas o las paratifoideas, causando un 10 por ciento de los efectivos, baja por enfermedad».

### Avitaminosis e hipovitaminosis
El escaso aporte de vitaminas en frutas o verduras que podemos observar que hay en las raciones de combate puede generar avitaminosis o hipovitaminosis, que son los casos más conflictivos sobre la alimentación de los combatientes. Aunque el ejército español ha intentado solucionar ese problema mediante pastillas de vitamina C (evitando el escorbuto u otras enfermedades derivadas). «Hoy, preferentemente, se emplean las conservas y los alimentos congelados, supliendo la pérdida de vitaminas de uno y de otros con pastillas de vitamina C».

### Intoxicación
Son de las más frecuentes y en algunos casos con síntomas leves sin gran repercusión, pero en otros muchos casos la gravedad es mayor. Un ejemplo fue cuando cuarenta militares españoles del Regimiento de Ingenieros número 1 de Burgos, que se encontraban realizando maniobras en el campo de San Gregorio, fueron ingresados la madrugada del 17 de junio de 2017 en la Hospital Militar de Zaragoza por una intoxicación alimentaria.[cita requerida]

## Factores psicológicos y cognitivos

### La moral del combatiente
Antes de definir la moral de combate, debemos concretar que es la capacidad de combate la que va a marcar el desarrollo de este. La capacidad de combate se puede describir como la aptitud que precisa una organización operativa para cumplir la misión encomendada. Sus componentes son la moral y la potencia de combate.
La moral de combate, asunto que ahora nos atañe, es el estado de ánimo considerándolo tanto a nivel individual como colectivo. La moral individual «está relacionada con cierta condición de bienestar físico y emocional que permite al individuo vivir con esperanza y trabajar eficazmente».
El Comandante en Jefe del Ejército de Vietnam del Norte, describía su estrategia: «Nuestro armamento y equipo eran inferiores al del enemigo, así que sólo podíamos desarrollar la superioridad moral, sólo entonces podíamos osar combatirlo resueltamente, sólo entonces podíamos permanecer firmes ante las difíciles pruebas que creaba la superior potencia de fuego que el enemigo había desplegado».
Entre los medios para mantener la moral de combate, tienen mucha importancia el abastecimiento de la comida y el tipo de alimentos que se proporcionen. También es fundamental que las tropas se sientan, dentro de lo posible, cerca de casa o al menos que disipen esa sensación de aislamiento que resulta frecuente tener en situación de maniobras o combate.

### Ansiedad y estrés en el combate
Las manifestaciones cognitivas de la ansiedad son: «alteración de la atención, concentración y memoria; indecisión; insomnio, pesadillas, terrores nocturnos; desesperanza; preocupación excesiva; pérdida de autoconfianza; labilidad emocional; hipersensibilidad al ruido, movimiento y luz; alteraciones de la percepción»
En los últimos años se ha observado la existencia de una relación directa entre la aparición de trastornos de ansiedad, así como alteraciones del sueño, y del estado de ánimo, como consecuencia de una alimentación deficiente o inadecuada.
Con la gran artillería de la Primera Guerra Mundial, se describía a este estrés de combate como shock de batalla. Hasta la Segunda Guerra Mundial se relacionaba más a una neurosis por las explosiones que a otras causas.
Fue entonces cuando a un soldado se le trató como si en lugar de una enfermedad, fuese un agotamiento aquello que sufría. El procedimiento a seguir era el relevo, descanso, buena alimentación y reincorporación a la Unidad.
El estrés es un gran problema militar, aunque muchas veces pasa desapercibido por no manifestarse de una manera tan obvia como puede ser una fractura o una herida por metralla. Es de esperar que hasta un cuarto de las bajas dadas en combate se deban a esta razón. El cansancio físico al que se someten los soldados, junto con las duras situaciones a las que han de enfrentarse de manera prolongada, son un desencadenante para este tipo de afectaciones. Podemos decir entonces que el estrés se debe tanto a factores del ámbito físico como del psicológico. El encontrarse en un medio hostil sumado a la carencia de comodidades y necesidades básicas, son un caldo de cultivo para el estrés. Hay muchos factores causantes de estas circunstancias y, por supuesto, una pobre alimentación no va a ayudar a mejorar este escenario. Además de agravarla, supone uno de los factores desencadenantes.
El estrés puede manifestarse de manera previa al combate e ir prolongándose con una intensidad creciente según el tiempo al que se esté expuesto a los factores causantes. Es por esto, que es de gran relevancia que se prevenga en la medida de lo posible el inicio de una situación que de pie a un cuadro de ansiedad sustancialmente más complejo de tratar en escenario de operaciones.
Todo este estrés acumulado del combatiente junto con una nutrición carente de micronutrientes y muchas veces de aporte calórico insuficiente, no hace más que desmejorar al personal, empeorando la situación de fatiga y produciendo un empeoramiento de estos síntomas.

### El Omega-3 en relación con trastornos depresivos
La falta de ácidos grasos esenciales se debe a la carencia de la ingesta de alimentos de origen marino como el pescado. Muchos de estos alimentos son abundantes en omega 3. Estos constituyentes de los alimentos costeros han sido probados como beneficiosos para frenar el detrimento cognitivo y además ayudar al correcto funcionamiento neuronal.
El papel del omega-3 en la prevención de enfermedades psiquiátricas está siendo objeto de numerosos estudios durante los últimos años. Aunque muchos otros factores también pueden contribuir al aumento de la depresión, las recomendaciones dietéticas que sugieren la ingesta en la proporción adecuada de este aceite, pueden dar lugar a beneficios sustanciales.
El bienestar del ser humano se basa en la consecución de la salud en su globalidad, tanto en su componente mental, físico y social. Además, los tres se pueden relacionar entre sí. Hay estudios que sugieren que los cuadros depresivos se pueden correlacionar con un aumento en las enfermedades cardiovasculares.
Los trastornos depresivos y cardiovasculares comparten las anomalías del flujo sanguíneo y la disminución del metabolismo de la glucosa (es decir, la baja utilización de la glucosa en varias regiones del cerebro que se correlaciona negativamente con la gravedad de la depresión). Dado el aumento de la prevalencia tanto de la depresión como de las enfermedades cardiovasculares, se ha formulado la hipótesis de que una influencia ambiental subyacente común puede explicar estos cambios.
Varios estudios epidemiológicos sobre el consumo de pescado graso y la depresión informaron de una correlación inversa significativa entre el consumo de pescado graso y la prevalencia y la incidencia de la depresión y el trastorno bipolar. Este hallazgo podría estar relacionado con la baja calidad de la dieta consumida. En lo que respectaba a los países del Mediterráneo, en varios estudios se informó de una disminución de la prevalencia y la incidencia de la depresión y/o los síntomas depresivos en los sujetos más adheridos a la pauta dietética de todo el Mediterráneo, que incluye un mayor consumo de pescado. Esos efectos positivos en la salud mental de los ácidos grasos de cadena larga contenidos en la dieta mediterránea se traducen también en las numerosas pruebas de la protección de esa pauta alimentaria contra las enfermedades cardiovasculares. Todos estos datos que, a priori poco tienen que ver con la alimentación del militar, son perfectamente extrapolables, ya que podemos decir que la cantidad de alimentos ricos en ácidos grasos como el omega 3, se ve reducida a la mínima expresión en la mayoría de los casos en el ámbito de las operaciones militares. Una introducción de más alimentos de calidad ricos en este aceite o incluso una suplementación adicional del mismo, podrían sugerir una mejora de salud a nivel psicofísico de los integrantes de las Fuerzas Armadas.

### El papel fundamental del chocolate
El chocolate, también tuvo su aparición e importancia en las fuerzas armadas. Se sabe que añadir una porción de chocolate en la dieta de los soldados tiene beneficios varios. No solo esta ventaja viene por su gran aporte calórico y su contenido en azúcares y grasas, además, está demostrado a través de numerosos estudios que la teobromina, un componente presente en el chocolate, es un estimulante del sistema nervioso. Su buena conservación, sus propiedades referentes al sabor, su alto poder energético y su acción sobre las redes neuronales, hacen de este alimento un buen producto para añadir a la dieta del militar.
Philippe Suchard, quién dio los primeros pasos en la industria del chocolate en el último tercio del siglo XIX, quiso que el ejército suizo incorporase este producto a sus filas. Tuvo una gran aceptación, aunque algunos soldados lo veían como “una glotonería o manjar de mujeres” y aún se resentían a hacer uso de él. Esto se debía, en parte, a que el chocolate era un producto caro, al que escasas ocasiones se tenía acceso de no ser clases pudientes. Esto cambió con Suchard, ya que conseguía una producción a un bajo coste para así, poder ofrecérselo a las guarniciones de todo el país.
Theodor Tobler, conocido más bien como el creador del Toblerone, fue, junto con otras chocolateras proveedor para los ejércitos durante la guerra de los Balcanes y que siguió hasta la Primera Guerra Mundial. Debido a la prolongación de este conflicto y a la imposibilidad de importar más materia prima, el chocolate fue a parar íntegramente a las fuerzas armadas a partir de 1916, siendo posible para el personal civil solamente a través del contrabando. Por este motivo, la industria chocolatera alemana se vio muy afectada y al terminar la guerra, otras chocolateras extranjeras quisieron alzarse en este país sin mucho éxito.
Durante la Segunda Guerra Mundial, ocurrió algo similar. El III Reich, que controlaba todas las materias primas decidió destinar el porcentaje total de la producción al ejército.
Un producto que destacó mucho durante la guerra fue el Scho-Ka-Kola, considerado entonces como la bebida de los pilotos de combate. Esta bebida estaba compuesta de cacao, café y derivados de la nuez. Tenía una alta concentración de teobromina y de cafeína. Por lo que ayudaba a los aviadores a mantenerse alerta en combate.
En Inglaterra, en 1928, John Cadbury produjo y comercializó un chocolate mejorado con vitaminas para el ejército británico, que también se repartió entre la población tras el vencimiento de Alemania.
En 1937, el chocolate toma otra vez importancia en las raciones de los militares desplegados. Hershey, fabricó una durísima barra de chocolate a prueba de temperaturas elevadas e incluso con un envase resistente al gas tóxico. También se utilizaban estas chocolatinas como moneda de trueque entre la población civil. Paralelamente, en EE. UU. ganaban popularidad los M&M´s, ya que también aguantaban bastante bien las condiciones de combate.
Aunque algunos países no incorporan este alimento por la existencia de otros con propiedades similares o no lo consideran tan beneficioso, cabe destacar la importancia que este alimento ha tenido para las fuerzas armadas a nivel internacional y a lo largo de la historia reciente.